# في إف. براون
في إف. براون (بالإنجليزية: Vee F. Browne)‏ هي كاتِبة وصحفية وكاتبة للأطفال أمريكية، ولدت في 1956 في غانادو في الولايات المتحدة.